# Van Goethem

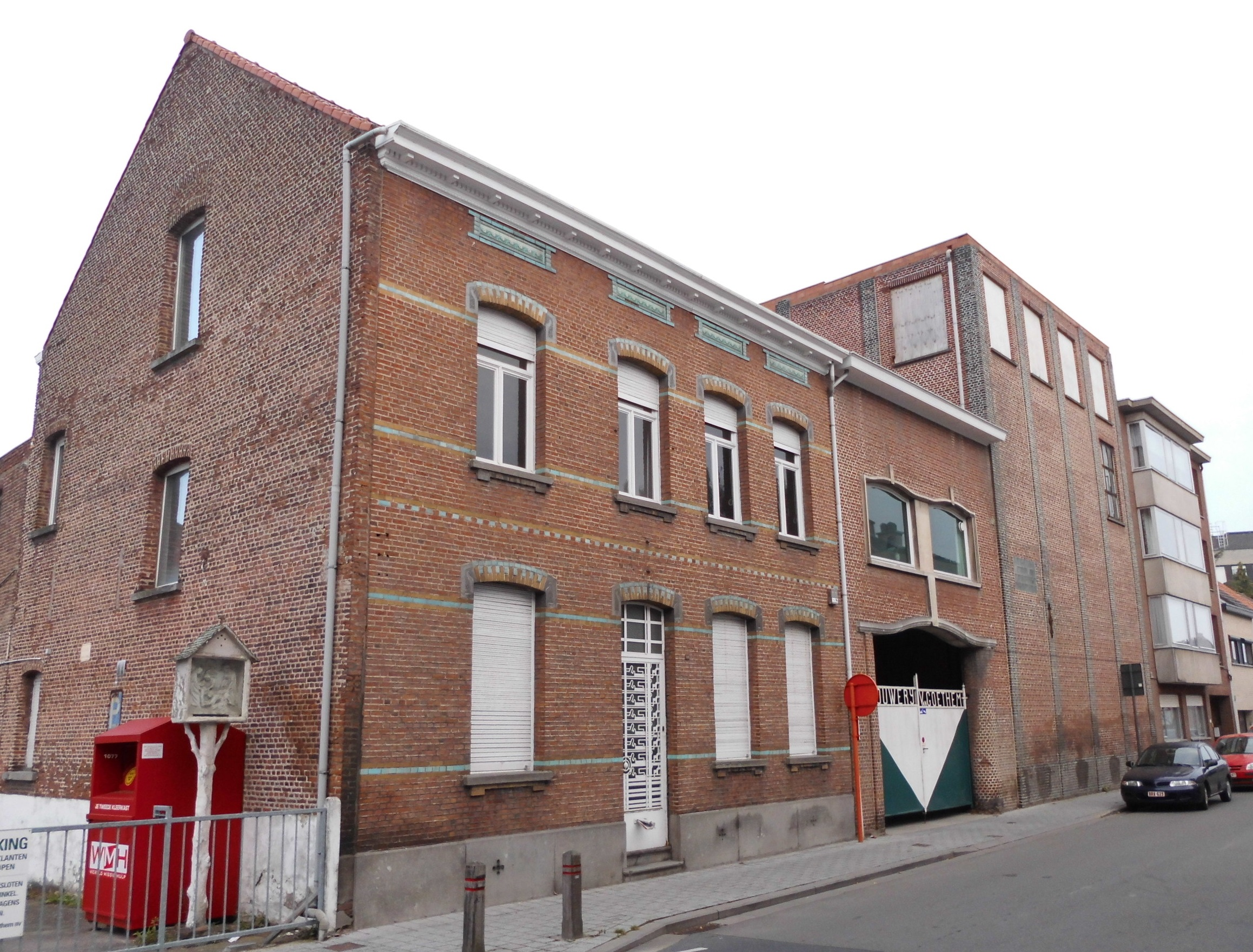

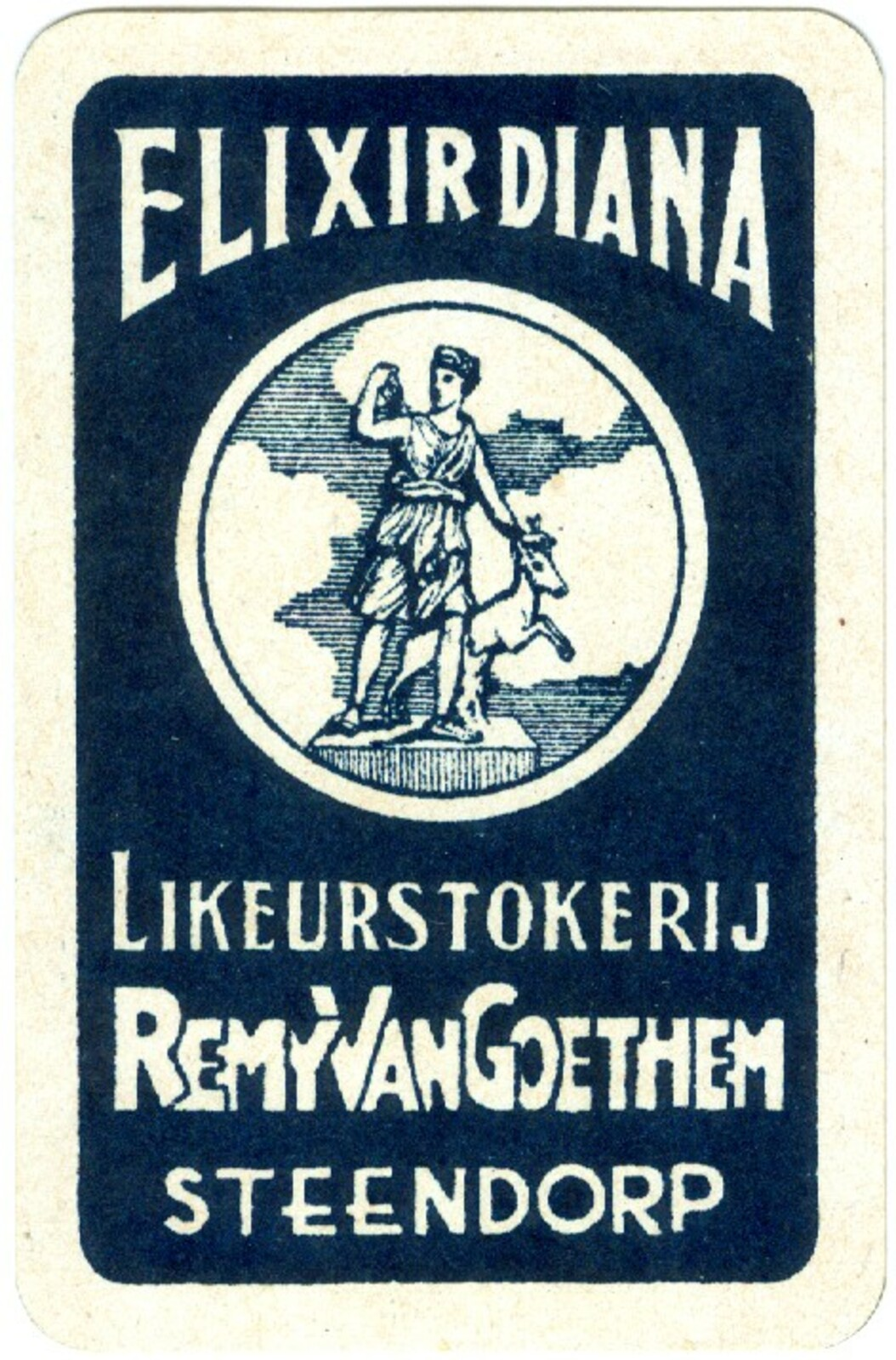
Speelkaart 'Elixir Diana' voor stokerij Van Goethem, Steendorp, ca. 1930-1950

Van Goethem is een bierbrouwerij en voormalige stokerij die is gevestigd in het Belgische Steendorp, een deelgemeente van het Oost-Vlaamse Temse en werd opgericht in 1899. 

## Geschiedenis
In 1913 kwam deze brouwerij in het bezit van Louis Van Goethem. Hij startte in 1925 met distilleren. 
In 1975 overleed een vennoot, het bedrijf werd stilgelegd en verkocht aan Willy’s Distillery te Merelbeke. Vanaf dan doen ze enkel nog versnijding; de aromaten worden nog gedeeltelijk zelf gedistilleerd, ook bleef men bier brouwen. De familie Van Goethem bleef betrokken. Michel Van Goethem is de vierde generatie brouwer. Hij breidde de brouwerij uit met complementaire drankcentrales en vastgoed. 

## Producten
- Elixir Diana
- Fakir
- Cuvée de Briqville tripelachtig bier van hoge gisting van 6,2 % volume alcohol en met hergisting op fles.